# Liptena amabilis
Liptena amabilis är en fjärilsart som beskrevs av Schultze och Aurivillius 1910/11. Liptena amabilis ingår i släktet Liptena och familjen juvelvingar. Inga underarter finns listade i Catalogue of Life.